# Acrotylus nigripennis
Acrotylus nigripennis är en insektsart som beskrevs av Boris Petrovich Uvarov 1922. Acrotylus nigripennis ingår i släktet Acrotylus och familjen gräshoppor. Inga underarter finns listade i Catalogue of Life.